# Okten
Okten je osmiuhlíkatý alken (tedy uhlovodík s jednou dvojnou vazbou) s chemickým vzorcem C8H16.

## Výroba
Okten lze vyrobit krakováním hexadekanu:
C16H34 → C8H18 + C8H16.

## Struktura a použití
Okten má několik izomerů, jež se liší polohou dvojné vazby a (ne)rozvětveností uhlíkového řetězce.
Nejjednodušším izomerem je okt-1-en, který se používá především jako komonomer ve výrobě polyethylenu přes polymerizaci roztoku. Několik užitečných izomerů se získává dimerizací isobutenu a but-1-enu. Tyto rozvětvené alkeny se používají k alkylaci fenolů za vzniku prekurzorů detergentů.